# Юм, Аллан Октавиан
Аллан Октавиан Юм (Allan Octavian Hume; 6 июня 1829 — 31 июля 1912) — английский колониальный чиновник, сотрудник Индийской Гражданской Службы, инициатор создания Индийского Национального Конгресса (ИНК). Также известен как выдающийся учёный-орнитолог.

## Ранняя биография и карьера в Британской Индии
Аллан Юм родился в Сент-Мэри Крей (графство Кент). Он был сыном Джозефа Юма, члена Палаты Общин от партии вигов. Аллан Юм учился в Ост-Индском колледже, позднее получил медицинское образование. В 1849 году он отправляется в Индию и поступает на службу в колониальную администрацию. В 1856—1867 гг. он служил коллектором в Итаве, участвовал в подавлении Сипайского восстания, за проявленную храбрость был награждён Орденом Бани. В Итаве Юм проводит ряд значимых преобразований в области образования, здравоохранения, городского самоуправления. Основанная Юмом школа в Итаве названа в его честь. После ухода с поста коллектора Юм некоторое время служит комиссаром таможен Северо-Западных провинций, пока в 1871 году не возглавляет департамент доходов, сельского хозяйства и торговли в правительстве Индии. А. Юм был известен как сторонник либеральных реформ в социальной и сельскохозяйственной сфере. Он резко критиковал политику вице-короля Р. Бульвер-Литтона и в результате в 1882 году был вынужден подать в отставку. В 1894 году Юм покинул Индию и поселился в Лондоне.

## Создание Индийского Национального Конгресса
Во время своей службы Юм поддерживал дружеские отношения со многими образованными индийцами. После своей отставки он начал ратовать за создание организации, занимавшейся бы пропагандой реформ в социальной сфере. Хотя эта идея была непопулярна среди англичан в Индии, Юму удалось убедить нового вице-короля лорда Дафферина в том, что такая организация позволит правительству эффективней контролировать индийское общественное мнение. В 1884—1885 гг. Аллан Юм совершил поездки в Бомбей, Калькутту и Мадрас, убеждая членов провинциальных общественных организаций в необходимости объединения.
В декабре 1885 года состоялась первая всеиндийская сессия конгресса в Бомбее. Кроме Юма и других либеральных британских чиновников, большую роль в новой организации стали играть образованные индийцы — Гопал Кришна Гокхале, Сурендранатх Банерджи, Ферозшах Мехта, Дадабхай Наороджи и др. Вскоре Конгресс отошёл от первоначальных идей помощи правительству и начал активно заниматься политической деятельностью, а впоследствии возглавил движение за независимость Индии.

## Вклад в науку
С самого начала жизни в Индии Юм изучал фауну субконтинента. Его первая коллекция погибла во время восстания в 1857 году. В 1860-х Юм совершил несколько экспедиций для пополнения своего собрания.

## Виды, впервые описанные Алланом Юмом
- Наркондамская птица-носорог
- Красноклювый фаэтон
- Серый чирок
- Туркестанский тювик
- Снежный гриф
- Азиатский кеклик
- Турач
- Бледная неясыть

## Эпонимы
Виды, названные в честь Юма:
- Тусклая зарничка (Phylloscopus humei)[3]
- Манипурская кустарниковая крыса (Hadromys humei)[4]